# المدة النيابية الخامسة لمجلس النواب التونسي
المدة النيابية الخامسة لمجلس النواب في تونس هي المدة النيابية التي دامت ولايتها 3 سنوات وذلك بين 1979 و1981.

انتخب المجلس إثر انتخابات 4 نوفمبر 1979.

## مكونات مجلس النواب
يتكون مجلس النواب من 121 مقعدا.

### الكتل
| الحزب | الحزب                    | المقاعد |
| ----- | ------------------------ | ------- |
|       | الحزب الاشتراكي الدستوري | 121     |

## الحكومات
- حكومة الهادي نويرة.
- حكومة محمد مزالي.